# Schlacht bei Montecatini
Die Schlacht bei Montecatini fand am 29. August 1315 beim heutigen Montecatini Terme statt. Die Gegner waren die Städte Pisa unter ihrem ghibellinischen Herrn Uguccione della Faggiola und Lucca einerseits und eine guelfische Koalition der Städte Florenz, Siena, Prato, Pistoia, Arezzo, Volterra, San Gimignano und San Miniato sowie ihr neapolitanischer Verbündeter unter Philipp I. von Tarent auf der anderen Seite.
Sieger der Auseinandersetzung blieben entgegen allen Erwartungen Pisa und Lucca. Montecatini wurde belagert und von den Pisanern erobert. Unter den Teilnehmern der Schlacht war Castruccio Castracani aus Lucca auf Seiten Pisas. Unter den Toten waren Philipps ältester Sohn Karl von Tarent und sein jüngerer Bruder Pietro Tempesta.
Die Kirche San Giorgio ai Tedeschi in der Nähe des Doms zu Pisa wurde nach 1316 errichtet. Durch sie sollte an die deutschen Soldaten erinnert werden, die in der Schlacht gefallen waren.